# Güterabfertigung (Eisenbahnverkehr)

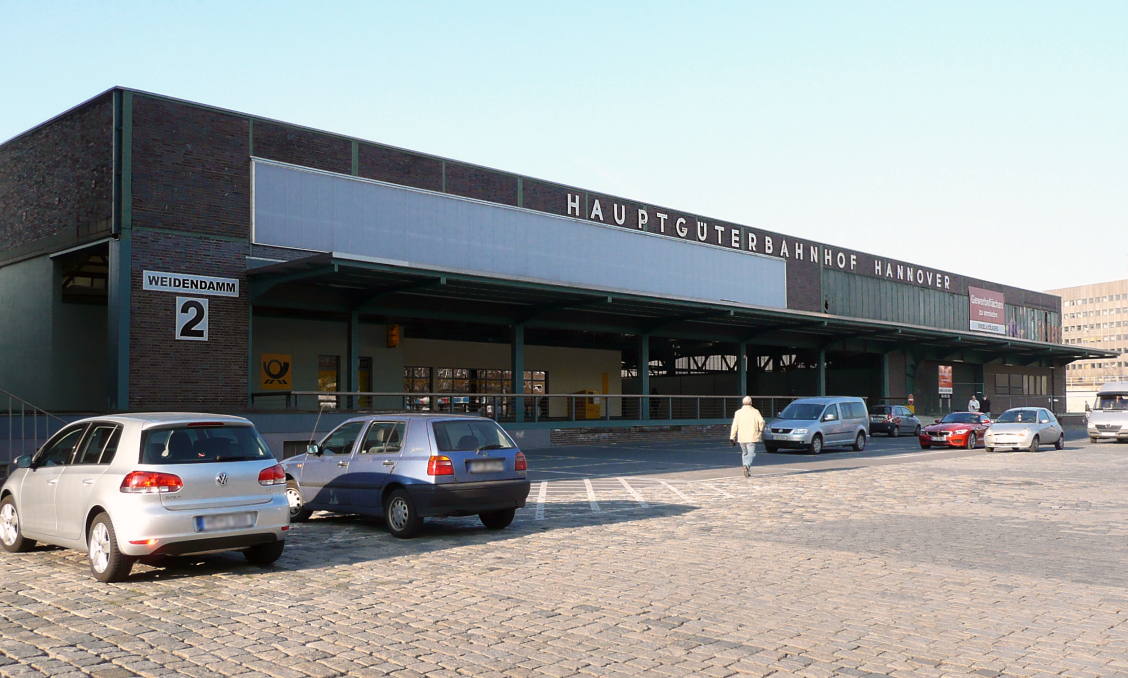
Ehemaliger Hauptgüterbahnhof Hannover

Die Güterabfertigung (Abkürzung: Ga) bezeichnet im Eisenbahnverkehr sowohl die betriebliche Verkehrsanlage als auch den Vorgang der Abfertigung, der dazu dient, das Transportgut, das mit der Eisenbahn befördert werden soll, zum Gütertransport vorzubereiten.

## Allgemeines
Die Güterabfertigung des Güterverkehrs ist von der Gepäckabfertigung des Reiseverkehrs abzugrenzen. Bei letzterer wird das Reisegepäck im Zusammenhang mit der Personenbeförderung abgefertigt. Die Güterabfertigung betrifft ausschließlich die Abfertigung von Frachtgut. Die Abfertigung von Fahrgästen beschränkt sich auf den Verkauf von Fahrkarten durch Fahrkartenautomaten oder am Fahrkartenschalter und die stichprobenartige Fahrkartenkontrolle. Die Güterabfertigung ist eine Dienststelle der Eisenbahn, zuständig für die Ausstellung und Abwicklung des Frachtvertrages (Eisenbahnfrachtbrief), für die Annahme vom Absender und Auslieferung des Frachtgutes an den Empfänger einschließlich Beladung, Entladung oder Umladung.

## Organisation

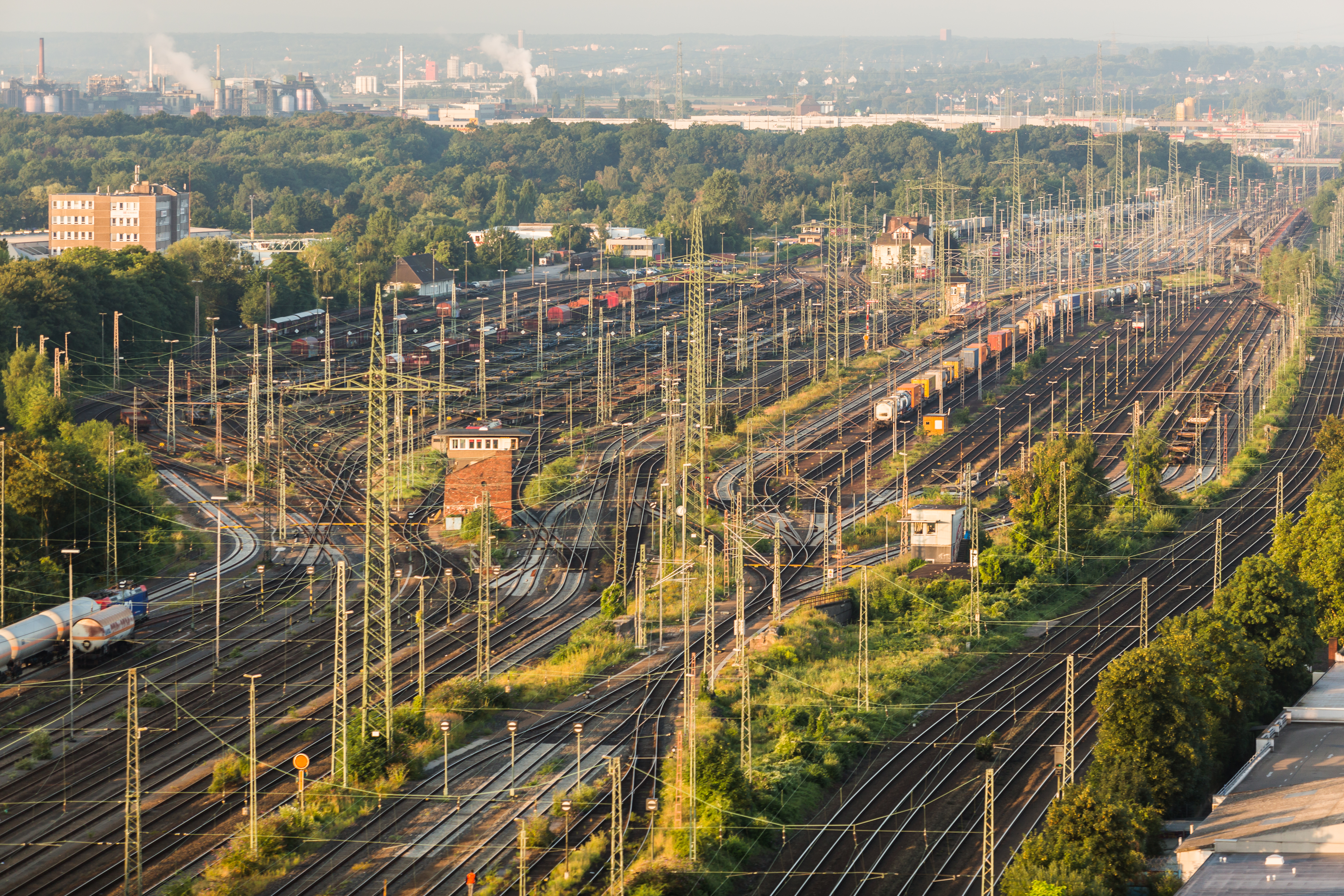
Containerbahnhof Köln-Eifeltor

Die Güterabfertigung ist bei der Deutsche Bahn AG dem Güterdienst unterstellt und wird von der Bahntochtergesellschaft DB Cargo durchgeführt. Unterschieden wird zwischen Versandabfertigung und Empfangsabfertigung. Zu den Aufgaben der Güterabfertigung zählen neben der Annahme und Übergabe von Frachtgut auch Aufgaben aus dem Güterwagendienst. Unterschieden wird beim Frachtgut zwischen Stückgut, Flüssigkeitstransporten und Schüttgut, die mit speziellen Güterzügen transportiert werden.
Güterabfertigungen werden in der Regel an einem Güterbahnhof oder einem speziellen Containerbahnhof durchgeführt. Baulich sind sie in eigenen Gebäuden, Güterschuppen oder Gebäudeteilen des Empfangsgebäudes untergebracht, Portalkräne sind der Kern eines Containerbahnhofs. Größere Güterabfertigungen sind häufig in mehrere Abteilungen wie Versand, Disposition, Empfang, Ermittlung (Verbleib von Frachtsendungen), Güterkasse und Wagendienst gegliedert.

## Gebühren
Die Abfertigungsgebühr ist jener Teil der Frachtrate, der das Entgelt für die Leistungen auf dem Versand- oder Bestimmungsbahnhof vor und nach der eigentlichen Beförderung bildet. Die Streckenfracht ist der Teil der Frachtrate für die Beförderungsleistung zwischen beiden Bahnhöfen. Die DB Cargo unterscheidet beim „Wagenladungsverkehr“ und „kombinierten Verkehr“ zwischen dem Standardtarif und „weiteren Bestimmungen“.

## Sonstiges
- Abfertigung (Luftverkehr)
- Abfertigung (Transport)
- Güterabfertigung